# Moisés Solana Arciniega
 Moisés Solana Arciniega va ser un pilot de curses automobilístiques mexicà que va arribar a disputar curses de Fórmula 1.
Va néixer el 26 de desembre del 1935 a Ciutat de Mèxic, Mèxic i va morir en un accident disputant una cursa de muntanya al Valle de Bravo, Mèxic el 27 de juliol del 1969.

## A la F1
Moisès Solana va debutar a la novena i penúltima cursa de la temporada 1963 (la catorzena temporada de la història) del campionat del món de la Fórmula 1, disputant el 27 d'octubre del 1963 el GP de Mèxic al circuit de Ciutat de Mèxic.
Va participar en un total de vuit proves puntuables pel campionat de la F1, disputades en sis temporades consecutives (1963-1968), aconseguint una desena posició com a millor classificació i no assolí cap punt pel campionat del món de pilots.
Ha estat l'únic pilot de la història en lluir el número 13 al seu monoplaça (Gran Premi de Mèxic del 1963).

## Resultats a la Fórmula 1
| Any  | Equip                | Xassís | Motor    | 1   | 2   | 3   | 4   | 5   | 6   | 7   | 8   | 9       | 10      | 11      | 12      | Posició | Punts |
| ---- | -------------------- | ------ | -------- | --- | --- | --- | --- | --- | --- | --- | --- | ------- | ------- | ------- | ------- | ------- | ----- |
| 1963 | Scuderia Centro Sud  | BRM    | BRM      | MON | BEL | HOL | FRA | GBR | ALE | ITA | USA | MEX 11  | SUD     |         |         | -       | 0     |
| 1964 | Team Lotus           | Lotus  | Climax   | MON | HOL | BEL | FRA | GBR | ALE | AUT | ITA | USA     | MEX 10  |         |         | -       | 0     |
| 1965 | Team Lotus           | Lotus  | Climax   | SUD | MON | BEL | FRA | GBR | HOL | ALE | ITA | USA 12  | MEX Ret |         |         | -       | 0     |
| 1966 | Cooper Car Company   | Cooper | Maserati | MON | BEL | FRA | GBR | HOL | ALE | ITA | USA | MEX Ret |         |         |         | –       | 0     |
| 1967 | Team Lotus           | Lotus  | Cosworth | SUD | MON | HOL | BEL | FRA | GBR | ALE | CAN | ITA     | USA Ret | MEX Ret |         | -       | 0     |
| 1968 | Gold Leaf Team Lotus | Lotus  | Cosworth | SUD | ESP | MON | BEL | HOL | FRA | GBR | ALE | ITA     | CAN     | USA     | MEX Ret | -       | 0     |

### Resum
| Curses: | Victòries: | Pòdiums: | Poles: | Voltes ràpides: | Punts: |
| ------- | ---------- | -------- | ------ | --------------- | ------ |
| 8       | 0          | 0        | 0      | 0               | 0      |